# Единый день голосования 11 сентября 2022 года
В единый день голосования 11 сентября 2022 года в Российской Федерации прошли избирательные кампании различного уровня. В их числе выборы 15 глав субъектов Федерации (14 прямых, а также 1 выборы посредством голосования в парламенте), выборы депутатов 6 законодательных органов государственной власти в субъектах России.
В этом году субъектам Федерации было предоставлено право самим решать — один, два или три дня отвести на проведение выборов.
В регионах, где губернаторы ушли в отставку после 11 июня 2022 года, выборы прошли в единый день голосования 2023 года.

## Главы субъектов федерации

### Прямые выборы
| №  | Субъект федерации       | Должность                                          | Предыдущий глава                                                                                        | врио главы                     | Выборы                                                   | Избран            | Доля голосов | Явка    |
| -- | ----------------------- | -------------------------------------------------- | --- | ------------------------------ | -------------------------------------------------------- | ----------------- | ------------ | ------- |
| 1  | Владимирская область    | Губернатор Владимирской области                    | В. В. Сипягин 8 октября 2018 — 4 октября 2021 (досрочная отставка, срок истекал в сентябре 2023 года)   | А. А. Авдеев с 4 октября 2021  | Досрочные выборы губернатора Владимирской области (2022) | А. А. Авдеев      | 83,68 %      | 29,04 % |
| 2  | Тамбовская область      | Глава Тамбовской области (должность переименована) | А. В. Никитин 22 сентября 2015 — 4 октября 2021 (досрочная отставка, срок истекал в сентябре 2025 года) | М. Б. Егоров с 4 октября 2021  | Досрочные выборы главы Тамбовской области (2022)         | М. Б. Егоров      | 84,95 %      | 57,87 % |
| 3  | Ярославская область     | Губернатор Ярославской области                     | Д. Ю. Миронов 28 июля 2016 — 12 октября 2021 (досрочная отставка, срок истекал в сентябре 2022 года)    | М. Я. Евраев с 12 октября 2021 | Выборы губернатора Ярославской области (2022)            | М. Я. Евраев      | 82,31 %      | 26,65 % |
| 4  | Томская область         | Губернатор Томской области                         | С. А. Жвачкин 17 марта 2012 — 10 мая 2022 (досрочная отставка, срок истекал в сентябре 2022 года)       | В. В. Мазур с 10 мая 2022      | Выборы губернатора Томской области (2022)                | В. В. Мазур       | 84,94 %      | 30,93 % |
| 5  | Кировская область       | Губернатор Кировской области                       | И. В. Васильев 28 июля 2016 — 10 мая 2022 (досрочная отставка, срок истекал в сентябре 2022 года)       | А. В. Соколов с 10 мая 2022    | Выборы губернатора Кировской области (2022)              | А. В. Соколов     | 71,85 %      | 33,34 % |
| 6  | Саратовская область     | Губернатор Саратовской области                     | В. В. Радаев 5 апреля 2012 — 10 мая 2022 (досрочная отставка, срок истекал в сентябре 2022 года)        | Р. В. Бусаргин с 10 мая 2022   | Выборы губернатора Саратовской области (2022)            | Р. В. Бусаргин    | 72,36 %      | 53,71 % |
| 7  | Республика Марий Эл     | Глава Республики Марий Эл                          | А. А. Евстифеев 6 апреля 2017 — 10 мая 2022 (досрочная отставка, срок истекал в сентябре 2022 года)     | Ю. В. Зайцев с 10 мая 2022     | Выборы главы Республики Марий Эл (2022)                  | Ю. В. Зайцев      | 82,44 %      | 32,42 % |
| 8  | Рязанская область       | Губернатор Рязанской области                       | Н. В. Любимов 14 февраля 2017 — 10 мая 2022 (досрочная отставка, срок истекал в сентябре 2022 года)     | П. В. Малков с 10 мая 2022     | Выборы губернатора Рязанской области (2022)              | П. В. Малков      | 84,55 %      | 42,92 % |
| 9  | Калининградская область | Губернатор Калининградской области                 | А. А. Алиханов 6 октября 2016 — 29 сентября 2022                                                        | —                              | Выборы губернатора Калининградской области (2022)        | А. А. Алиханов    | 80,21 %      | 38,49 % |
| 10 | Республика Бурятия      | Глава Республики Бурятия                           | А. С. Цыденов 7 февраля 2017 — 22 сентября 2022                                                         | —                              | Выборы главы Республики Бурятия (2022)                   | А. С. Цыденов     | 86,23 %      | 39,41 % |
| 11 | Новгородская область    | Губернатор Новгородской области                    | А. С. Никитин 13 февраля 2017 — 14 октября 2022                                                         | —                              | Выборы губернатора Новгородской области (2022)           | А. С. Никитин     | 77,03 %      | 32,79 % |
| 12 | Республика Карелия      | Глава Республики Карелия                           | А. О. Парфенчиков 15 февраля 2017 — 25 сентября 2022                                                    | —                              | Выборы главы Республики Карелия (2022)                   | А. О. Парфенчиков | 69,15 %      | 27,93 % |
| 13 | Удмуртская Республика   | Глава Удмуртской Республики                        | А. В. Бречалов 4 апреля 2017 — 18 сентября 2022                                                         | —                              | Выборы главы Удмуртской Республики (2022)                | А. В. Бречалов    | 64,37 %      | 39,79 % |
| 14 | Свердловская область    | Губернатор Свердловской области                    | Е. В. Куйвашев 14 мая 2012 — 18 сентября 2022                                                           | —                              | Выборы губернатора Свердловской области (2022)           | Е. В. Куйвашев    | 65,78 %      | 28,47 % |

### Голосование в парламенте
| № | Субъект федерации | Должность               | Предыдущий глава                                 | ВрИО главы | Кандидаты                                | Дата голосования | Результат      |
| - | ----------------- | ----------------------- | ------------------------------------------------ | ---------- | ---------------------------------------- | ---------------- | -------------- |
| 1 | Республика Адыгея | Глава Республики Адыгея | М. К. Кумпилов 12 января 2017 — 10 сентября 2022 | —          | Е. А. Грунин М. К. Кумпилов А. П. Лобода | 11 сентября 2022 | М. К. Кумпилов |

## Парламенты субъектов федерации
| № | Субъект федерации                   | Наименование парламента                       | Депу- татов    | Избирательная система             | Срок полномочий | Выборы                                                        |
| - | ----------------------------------- | --------------------------------------------- | -------------- | --------------------------------- | --------------- | ------------------------------------------------------------- |
| 1 | Республика Северная Осетия — Алания | Парламент Республики Северная Осетия — Алания | 70             | пропорциональная                  | 5 лет           | Выборы в парламент Республики Северная Осетия — Алания (2022) |
| 2 | Удмуртская Республика               | Государственный Совет Удмуртской Республики   | 60             | смешанная (▼20 проп. + ▲ 40 маж.) | 5 лет           | Выборы в Государственный совет Удмуртской Республики (2022)   |
| 3 | Краснодарский край                  | Законодательное собрание Краснодарского края  | 70             | смешанная (▼25 проп. + ▲45 маж.)  | 5 лет           | Выборы в Законодательное собрание Краснодарского края (2022)  |
| 4 | Пензенская область                  | Законодательное собрание Пензенской области   | 36             | смешанная (18 проп. + 18 маж.)    | 5 лет           | Выборы в Законодательное собрание Пензенской области (2022)   |
| 5 | Саратовская область                 | Саратовская областная дума                    | ▼ 40 (было 45) | смешанная (▼10 проп. + ▲30 маж.)  | 5 лет           | Выборы в Саратовскую областную думу (2022)                    |
| 6 | Сахалинская область                 | Сахалинская областная дума                    | 28             | смешанная (▼10 проп. + ▲18 маж.)  | 5 лет           | Выборы в Сахалинскую областную думу (2022)                    |

#### Дополнительные выборы в парламенты субъектов федерации
| №  | Субъект федерации     | Наименование парламента      | Год окончания полномочий | Избирательный округ              | Территория округа                                                                      |
| -- | --------------------- | ---------------------------- | ------------------------ | -------------------------------- | -------------------------------------------------------------------------------------- |
| 1  | Адыгея                | Государственный совет — Хасэ | 2026                     | № 21                             | часть Тахтамукайского района                                                           |
| 2  | Республика Крым       | Государственный совет        | 2024                     | № 3 Джанкойский                  |                                                                                        |
| 2  | Республика Крым       | Государственный совет        | 2024                     | № 5 Красногвардейский            |                                                                                        |
| 2  | Республика Крым       | Государственный совет        | 2024                     | № 18 Раздольненско- Черноморский |                                                                                        |
| 3  | Марий Эл              | Государственное собрание     | 2024                     | № 19 Поволжский                  | части ГО Козьмодемьянск и Горномарийского района                                       |
| 4  | Татарстан             | Государственный совет        | 2024                     | № 7 Ибрагимовский                | часть Ново-Савиновского района ГО Казань                                               |
| 4  | Татарстан             | Государственный совет        | 2024                     | № 14 Пионерский                  | часть Советского района ГО Казань                                                      |
| 5  | Тыва                  | Верховный хурал (парламент)  | 2024                     | № 6 Восточный                    | часть ГО Кызыл, посёлок Каа-Хем Кызылского кожууна                                     |
| 5  | Тыва                  | Верховный хурал (парламент)  | 2024                     | № 10 Сут-Хольский                | Сут-Хольский кожуун, части Барун-Хемчикского, Дзун-Хемчикского, Чаа-Хольского кожуунов |
| 6  | Приморский край       | Законодательное собрание     | 2026                     | № 23                             | Дальнереченский ГО, Пожарский район, часть Дальнереченского района                     |
| 7  | Хабаровский край      | Законодательная дума         | 2024                     | № 16 Комсомольский               | Комсомольский, Нанайский, Ульчский районы, часть Ванинского района                     |
| 7  | Хабаровский край      | Законодательная дума         | 2024                     | № 18 Силинский                   | часть ГО Комсомольск-на-Амуре                                                          |
| 8  | Астраханская область  | Дума                         | 2026                     | № 9                              | Икрянинский район                                                                      |
| 9  | Белгородская область  | Областная дума               | 2025                     | № 18 Ракитянский                 | Ивнянский и Ракитянский районы                                                         |
| 10 | Брянская область      | Областная дума               | 2024                     | № 14 Дятьковский                 |                                                                                        |
| 11 | Волгоградская область | Областная дума               | 2024                     | № 3                              |                                                                                        |
| 11 | Волгоградская область | Областная дума               | 2024                     | № 5                              |                                                                                        |
| 11 | Волгоградская область | Областная дума               | 2024                     | № 13                             |                                                                                        |
| 12 | Воронежская область   | Областная дума               | 2025                     | № 15                             |                                                                                        |
| 13 | Костромская область   | Областная дума               | 2025                     | № 3                              |                                                                                        |
| 14 | Магаданская область   | Областная дума               | 2025                     | № 5                              |                                                                                        |
| 15 | Московская область    | Областная дума               | 2026                     | № 2 Воскресенский                |                                                                                        |
| 16 | Новгородская область  | Областная дума               | 2026                     | № 19 Боровичский                 |                                                                                        |
| 17 | Новосибирская область | Законодательное собрание     | 2025                     | № 4                              |                                                                                        |
| 17 | Новосибирская область | Законодательное собрание     | 2025                     | № 10                             |                                                                                        |
| 18 | Самарская область     | Губернская дума              | 2026                     | № 14 Красноярский                |                                                                                        |
| 19 | Тамбовская область    | Областная дума               | 2026                     | № 17 Котовский                   |                                                                                        |
| 20 | Тюменская область     | Областная дума               | 2026                     | № 2 Надымский                    | ГО Новый Уренгой и Надымский район Ямало-Ненецкого АО                                  |
| 21 | Челябинская область   | Законодательное собрание     | 2025                     | № 25 Троицкий                    |                                                                                        |
| 22 | Севастополь           | Законодательное собрание     | 2024                     | № 1                              |                                                                                        |

## Выборы в административных центрах субъектов России

### Представительные органы административных центров
| №  | Субъект федерации               | Админ. центр             | Наименование выборного органа                              | Депу- татов | Избирательная система          | Срок полномочий | Выборы                                                                     |
| -- | ------------------------------- | ------------------------ | ---------------------------------------------------------- | ----------- | ------------------------------ | --------------- | -------------------------------------------------------------------------- |
| 1  | Республика Алтай                | Горно-Алтайск            | Горно-Алтайский городской совет депутатов                  | 21          | смешанная (11 проп. + 10 маж.) | 5 лет           | Выборы в Горно-Алтайский городской совет депутатов (2022)                  |
| 2  | Карачаево-Черкесская Республика | Черкесск                 | Дума муниципального образования города Черкесска           | 33          | пропорциональная               | 5 лет           | Выборы в Думу муниципального образования города Черкесска (2022)           |
| 3  | Алтайский край                  | Барнаул                  | Барнаульская городская Дума                                | 40          | смешанная (20 проп. + 20 маж.) | 5 лет           | Выборы в Барнаульскую городскую думу (2022)                                |
| 4  | Камчатский край                 | Петропавловск-Камчатский | Городская дума Петропавловск-Камчатского городского округа | 32          | смешанная (16 проп. + 16 маж.) | 5 лет           | Выборы в Городскую думу Петропавловск-Камчатского городского округа (2022) |
| 5  | Приморский край                 | Владивосток              | Дума города Владивостока                                   | 35          | мажоритарная                   | 5 лет           | Выборы в Думу города Владивостока (2022)                                   |
| 6  | Кировская область               | Киров                    | Кировская городская дума                                   | 36          | смешанная (18 проп. + 18 маж.) | 5 лет           | Выборы в Кировскую городскую думу (2022)                                   |
| 7  | Курская область                 | Курск                    | Курское городское собрание                                 | 34          | смешанная (17 проп. + 17 маж.) | 5 лет           | Выборы в Курское городское собрание (2022)                                 |
| 8  | Омская область                  | Омск                     | Омский городской совет                                     | 40          | мажоритарная                   | 5 лет           | Выборы в Омский городской совет (2022)                                     |
| 9  | Псковская область               | Псков                    | Псковская городская дума                                   | 25          | смешанная (10 проп. + 15 маж.) | 5 лет           | Выборы в Псковскую городскую думу (2022)                                   |
| 10 | Тверская область                | Тверь                    | Тверская городская дума                                    | 25          | мажоритарная                   | 5 лет           | Выборы в Тверскую городскую думу (2022)                                    |
| 11 | Ярославская область             | Ярославль                | Муниципалитет города Ярославля                             | 38          | мажоритарная                   | 5 лет           | Выборы в муниципалитет города Ярославля (2022)                             |

## Муниципальные выборы

### Выборы глав городских округов
| № | Город            | Субъект РФ          | Выборы                                                             | Предыдущий глава                           | врио                        | Избран | Процент голосов | Явка |
| - | ---------------- | ------------------- | ------------------------------------------------------------------ | ------------------------------------------ | --------------------------- | ------ | --------------- | ---- |
| 1 | Абаза            | Хакасия             | Выборы Главы города Абазы                                          | В. Н. Филимонова с 23 октября 2017         | —                           |        |                 |      |
| 2 | Саяногорск       | Хакасия             | Досрочные выборы Главы муниципального образования город Саяногорск | М. А. Валов 20 сентября 2018 — 27 мая 2022 | И. А. Данилов с 27 мая 2022 |        |                 |      |
| 3 | Усолье-Сибирское | Иркутская область   | Выборы Мэра города Усолье-Сибирское                                | М. В. Торопкин с 18 сентября 2017          | —                           |        |                 |      |
| 4 | Шарья            | Костромская область | Выборы Главы городского округа город Шарья                         | Э. Г. Неганов с 28 октября 2017            | —                           |        |                 |      |

### Другие муниципальные выборы
| № | Субъект федерации | Муниципальное образование | Наименование выборного органа                            | Депу- татов | Избирательная система | Срок полномочий | Выборы                               |
| - | ----------------- | ------------------------- | -------------------------------------------------------- | ----------- | --------------------- | --------------- | ------------------------------------ |
| 1 | Москва            | Москва                    | Советы депутатов муниципальных образований города Москвы | более 1500  | мажоритарная          | 5 лет           | Муниципальные выборы в Москве (2022) |

## Участие политических партий в избирательной кампании
Хотелось бы выделить самое главное в отношении наших партий. Несмотря на политические, идеологические, социально-экономические и другие различия между ними, они — за исключением, может быть, единственного, ничтожного исключения — все оказались солидарны в одном — в поддержке специальной военной операции...
ЕР, КПРФ, ЛДПР и СР участвуют во всех выборах в Законодательные собрания.
Партия «Яблоко» участвует в выборах в 12 регионах России. На выборы партия идёт под лозунгом «За мир».
| №  | Партия                              | Лидеры субъектов | Региональные депутаты | Депутаты столиц | Главы муниципальных образований и депутаты органов местного самоуправления | Получено мест |
| -- | ----------------------------------- | ---------------- | --------------------- | --------------- | -------------------------------------------------------------------------- | ------------- |
| 1  | Единая Россия                       | 12               | 271                   | 345             | 23 367                                                                     | 23 995        |
| 2  | КПРФ                                |                  | 23                    | 21              | 1087                                                                       | 1 131         |
| 3  | ЛДПР                                |                  | 14                    | 18              | 530                                                                        | 562           |
| 4  | Справедливая Россия                 |                  | 17                    | 20              | 760                                                                        | 797           |
| 5  | Новые люди                          |                  | 3                     | 8               | 74                                                                         | 85            |
| 6  | Партия пенсионеров                  |                  | 1                     | 3               | 25                                                                         | 29            |
| 7  | Яблоко                              |                  |                       | 1               | 20                                                                         | 21            |
| 8  | Зелёные                             |                  |                       |                 | 7                                                                          | 7             |
| 9  | Родина                              |                  | 2                     |                 | 42                                                                         | 44            |
| 10 | Гражданская платформа               |                  |                       | 2               | 4                                                                          | 6             |
| 11 | Партия Роста                        |                  | 1                     |                 | 14                                                                         | 15            |
| 12 | Коммунисты России                   |                  |                       |                 | 43                                                                         | 43            |
| 13 | Партия Возрождения России           |                  |                       |                 | 3                                                                          | 3             |
| 14 | Зеленая Альтернатива                |                  |                       |                 | 1                                                                          | 1             |
| 15 | Казачья партия Российской Федерации |                  |                       |                 | 1                                                                          | 1             |
| 16 | Партия Дела                         |                  |                       | 1               | 2                                                                          | 3             |
| 17 | Самовыдвиженцы                      | 2                | 2                     | 11              | 5231                                                                       | 5246          |
|    | Общий счёт                          | 14               | 334                   | 430             | 31 211                                                                     |               |

## Оценки
По оценке политолога Александра Кынева, эти выборы стали провальными для КПРФ, потерявшей почти половину голосов по сравнению с прошлогодними выборами. Политолог объясняет этот результат провластной позицией партии в отношении нападения России на Украину.